# Alocephalus ianthe
Alocephalus ianthe är en insektsart som beskrevs av George Willis Kirkaldy 1906. Alocephalus ianthe ingår i släktet Alocephalus och familjen dvärgstritar. Inga underarter finns listade i Catalogue of Life.